# Penge
 For alternative betydninger, se Penge (flertydig). (Se også artikler, som begynder med Penge)
Som penge betegnes enhver genstand eller bogføringspost som er almindeligt accepteret som betalingsmiddel for varer, tjenester og betaling af gældsforpligtelser i et givet samfund. I moderne samfund anvendes normalt dels kontanter (pengesedler og mønter) og dels indeståender på bankkonti, som eksempelvis via betalingskort kan anvendes som betaling i butikker o.l., som penge.
Penge anses normalt for at have tre funktioner: De er et betalingsmiddel, en måleenhed og en måde at opbevare værdier (formue) på. Tidligere nævntes en fjerde funktion særskilt, nemlig penges rolle som den enhed, gæld kan opgøres i (på engelsk: standard of deferred payment). Denne firdeling svarede til Stanley Jevons' oprindelige analyse af pengenes funktioner.

## Varepenge og papirpenge
Man skelner i økonomisk teori mellem varepenge (engelsk: commodity money) og papirpenge (engelsk: fiat money fra latin fiat, der betyder "Lad det ske!" Navnet henviser til, at indførelsen af sådanne pengeformer typisk er sket ved en offentlig lov eller dekret). Forskellen er, at varepenge har en iboende værdi, idet de genstande, der benyttes som penge, også har en alternativ anvendelse. I modsætning hertil har papirpenge ingen selvstændig værdi. De understøttes normalt af, at staten har givet dem status som lovligt betalingsmiddel og opkræver skattebetaling i den pågældende form for penge. I sidste ende bygger deres anvendelighed dog i høj grad på tillid: Alle er villige til at modtage penge som betaling, fordi man har tillid til, at andre også senere vil modtage de samme penge som endelig betaling. Mens guldmønter og andre mønter, hvor pengenes værdi svarer til metalværdien, er varepenge, bygger alle moderne økonomier på papirpenge.

## Historie
Man kan formode, at handel i menneskehedens oprindelse har fundet sted i form af ren byttehandel mellem forskellige varer. Efterhånden har nogle varer udviklet sig til at være standardiserede enheder, som kunne lette vareudvekslingen, og derfor er blevet brugt som varepenge. Fra forskellige samfund kendes mange eksempler på sådanne varepenge: Kvæg, svin og andre husdyr, standardiserede kornmål, osv. I moderne tid har cigaretter været brugt som alment anerkendte penge i nogle situationer, f.eks. i krigsfangelejre under anden verdenskrig.
Ædelmetaller som guld og sølv har tidligt vundet stor udbredelse som penge. De har klare fordele som betalingsmidler: De er relativt nemme at kende, alment ønskede og har stor værdi i forhold til deres vægt og dermed ret lave transportomkostninger. Imidlertid kan der manipuleres med f.eks. guldindholdet i metal, og derfor er det hensigtsmæssigt med institutioner, der kan garantere værdien og ensartetheden af metalpengene. En hersker har med sit billede på en mønt kunnet garantere for metalværdien, så handel kunne foregå uden vejning af ædelmetallet. Senere er de første centralbanker blevet skabt, der med deres stempel stod inde for indholdet af ædelmetal i mønterne.
For at mindske transportomkostningerne var det naturligt at tage skridtet til papirpenge - oprindelig et ihændehaverbevis, der på anfordring kunne omveksles til en bestemt metalmængde hos centralbanken. Pengenes værdi var dermed fortsat sikret i form af metalindholdet. Indtil 1971 eksisterede det såkaldte guldfodssystem; men da USA som det sidste vestlige land i 1971 gik fra guldmøntfoden, har vi i dag et rent papirpengesystem.

## Penges funktioner

### Penge som betalingsmiddel
Penge er et betalingsmiddel, dvs. det kan bruges i dagligdagen til at købe og sælge ("bytte") alle almindelige varer og tjenesteydelser. Penge er altså meget likvide, dvs. nemt omsættelige. Her adskiller penge sig fra mindre likvide aktiver som aktier, obligationer, ejerboliger og andre reale aktiver, der ikke kan bruges direkte som betalingsmiddel i den daglige handel. Brugen af penge letter dermed udvekslingen af varer og tjenester, idet alternativet, et rent byttesystem, ville være forbundet med betydelige vanskeligheder i et moderne samfund.

### Penge som måleenhed
Funktionen som måleenhed (den fælles enhed, som værdien af varer og aktiver opgøres i og dermed gøres sammenlignelige ved hjælp af) er konceptuelt forskellig fra funktionen som betalingsmiddel, og man har også i praksis eksempler på, at de to funktioner har været adskilt. I lande med høj inflation har man f.eks. oplevet, at en udenlandsk møntenhed begynder at blive anvendt som den måleenhed, varernes værdi angives i, mens den lokale valuta fortsat anvendes som faktisk betalingsmiddel.

### Penge som værdiopbevaringsmiddel
Penge tjener også som et aktiv, dvs. en måde at opbevare værdier eller formue på til senere anvendelse. I denne egenskab er det imidlertid i modsætning til de to foregående funktioner normalt mindre fordelagtigt end alternative aktiver som f.eks. obligationer og aktiver, der normalt giver en forrentning eller et afkast, eller reale formuegoder som ejerboliger o.l., der giver mulighed for løbende at nyde de tjenester, som formuegodet giver adgang til.
Som formuegode giver penge intet direkte afkast, men udhules tværtimod af inflation.

## Penges rolle i den økonomiske videnskab
Penge spiller, overraskende for mange, en ret beskeden rolle i den meste økonomiske videnskab. Økonomi er først og fremmest studiet af anvendelsen af reale resurser som arbejdskraft, kapital og naturresurser, og udnyttelsen af disse resurser kan undersøges, uden at penge er noget nødvendigt led i transaktionerne. I studiet af fænomener som økonomisk vækst spiller penge således ingen eller kun en ringe rolle. Visse økonomiske forhold i moderne samfund afhænger dog specifikt af anvendelsen af penge og behandles derfor i underdisciplinen monetær økonomi; det gælder således ikke mindst forekomsten af inflation.
Også i teorien om konjunkturudsving spiller penge og pengepolitik en rolle. Centralbankernes pengepolitik kan således påvirke økonomiens aktivitet på kort og mellemlangt sigt. Tidligere var pengepolitikken i mange lande relativt direkte rettet mod at kontrollere den samlede pengemængde i økonomien for derigennem at påvirke inflationen og aktivitetsniveauet (og dermed ledigheden). I erkendelse af, at det er svært for centralbankerne at styre pengemængden særlig præcist, styrer de fleste vestlige centralbanker nu efter andre mål end pengemængde (f.eks. efter en direkte inflationsmålsætning eller, sjældnere, som i Danmarks tilfælde efter en fastkursmålsætning.